# Ruda, Hunedoara
Ruda este un sat în comuna Ghelari din județul Hunedoara, Transilvania, România.

## Imagini

Ruda în Harta Iosefină a Transilvaniei, 1769-1773